# Llista de banderes municipals de Dinamarca
Aquesta és una llista de les banderes municipals de Dinamarca. Les banderes estan agrupades per regions i els noms dels municipis segueixen l'ordre alfabètic del danès.

## Dinamarca Meridional

Aabenraa
Ærø
Assens
Billund
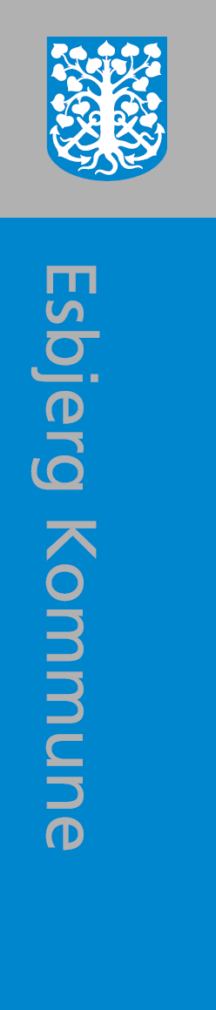
Esbjerg
Fanø
Fredericia
Faaborg-Midtfyn
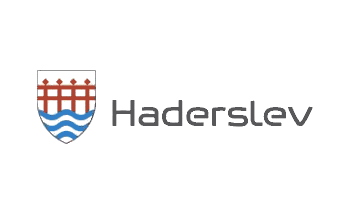
Haderslev
Kerteminde
Kolding
Langeland
Middelfart
Nordfyn
Nyborg
Odense
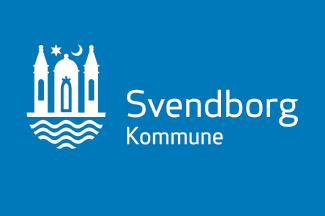
Svendborg
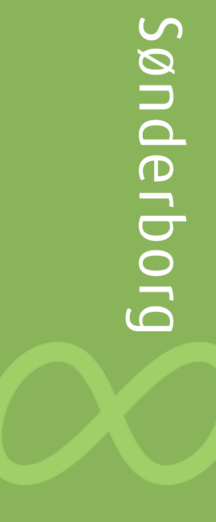
Sønderborg
Tønder
Varde
Vejen
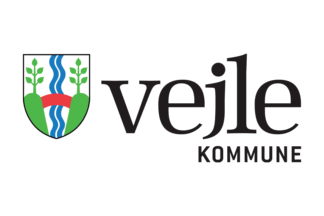
Vejle

## Hovedstaden

Albertslund
Allerød
Ballerup
Bornholm
Brøndby
Dragør
Egedal
Fredensborg
Frederiksberg
Frederikssund
Furesø
Gentofte
Gladsaxe
Glostrup
Gribskov
Halsnæs
Helsingør
Herlev
Hillerød
Hvidovre
Høje-Taastrup
Hørsholm
Ishøj
København
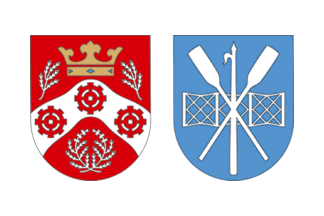
Lyngby-Taarbæk
Rudersdal
Rødovre
Tårnby
Vallensbæk

## Jutlàndia Central

Århus
Favrskov
Hedensted
Herning
Holstebro
Horsens
Ikast-Brande
Lemvig
Norddjurs
Odder
Randers
Ringkøbing-Skjern
Samsø
Silkeborg
Skanderborg
Skive
Struer
Syddjurs
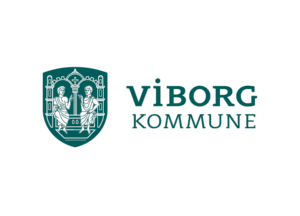
Viborg

## Jutlàndia Septentrional

Aalborg
Brønderslev
Frederikshavn
Hjørring
Jammerbugt
Læsø
Mariagerfjord
Morsø
Rebild
Thisted
Vesthimmerland

## Selàndia

Faxe
Greve
Guldborgsund
Holbæk
Kalundborg
Køge
Lejre
Lolland
Næstved
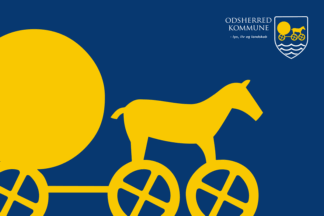
Odsherred
Ringsted
Roskilde
Slagelse
Solrød
Sorø
Stevns
Vordingborg